# Jung Ha-jeon
Jung Ha-jeon (30 april 1995) is een Zuid-Koreaans vormalig weg- en baanwielrenner.

## Carrière
In 2014 nam Jung onder meer deel aan de Ronde van Thailand, waar hij in de laatste etappe naar de achtste plaats sprintte. In het algemeen klassement eindigde hij op plek 21. Twee maanden later stond hij aan de start van de Ronde van Korea, waar hij met een achterstand van ruim zestien minuten op Hugh Carthy op de zevende plek in het jongerenklassement eindigde. Op het nationale kampioenschap op de weg werd hij twintigste, zesenhalve minuut na winnaar Seo Joon-yong. In het najaar reed hij nog een drietal Chinese etappekoersen, waarin de zestiende plaats in de zesde etappe van de Ronde van China I zijn beste klassering was.
In april 2015 nam Jung voor de tweede maal in zijn carrière deel aan de Ronde van Thailand. Ditmaal was een vierde plaats in de derde etappe zijn beste klassering. Bij zijn tweede deelname aan de Ronde van Korea wist hij eenmaal bij de beste tien renners te finishen, wat hem de vierde plaats in het eindklassement opleverde. In het jongerenklassement werd hij tweede, met een achterstand van 51 seconden op Caleb Ewan. Een week na de belangrijkste ronde van zijn thuisland werd Jung, samen met Lee Ki-suk, Park Sang-hong en Kim Ok-cheol, nationaal kampioen ploegenachtervolging. Met Park en Kim sprintte hij vijf dagen later om de winst op het nationale kampioenschap op de weg, waar Park de nationale titel behaalde en Jung derde werd.
Op het Aziatische kampioenschap op de weg in januari 2016, die door slechts elf renners werd uitgereden, finishte Jung als achtste. In de Ronde van Thailand wist hij, door in drie van de zes etappes bij de beste twintig renners te finishen, zesde te worden in het eindklassement. In juni sprintte Jung naar de derde plaats in de zevende etappe van de Ronde van Korea, achter Kristian House en Brad Evans, die gedeeld eerste werden. Een kleine twee weken later werd hij vierde op het nationale kampioenschap op de weg.

## Baanwielrennen

### Palmares
| Jaar | Z-KK                 | AK | WK | Overig |
| ---- | -------------------- | -- | -- | ------ |
| 2015 | Ploegenachtervolging |    |    |        |
| 2016 |                      |    |    |        |
| 2017 |                      |    |    |        |

## Ploegen
- 2014 –  Seoul Cycling Team
- 2015 –  Seoul Cycling Team
- 2016 –  Seoul Cycling Team
- 2017 –  Seoul Cycling Team
- 2017 –  Seoul Cycling Team
- 2018 –  Uijeongbu Cycling Team
- 2019 –  Uijeongbu Cycling Team (tot 22 maart)
- 2020 –  Uijeongbu Cycling Team
- 2021 –  LX Cycling Team

Choi · Joo · Jung · Kang · Kim D. · Kim O. · Min · Park · We
Gong H. · Gong T. · Jung H. · Jung J. · Jung W. · Lee · Park · Sung